# Heinz Underberg
Heinz Underberg (* 1912 in Kemnath; † 1968 in Berndorf, bürgerlich Gert Froboes) war ein bayerischer Volkssänger.

## Leben und Wirken
Underberg wurde in Kemnath (Oberpfalz) geboren, verlebte seine Kindheit und Jugend in München. Nach dem Schulabschluss studierte er am Trapp’schen Konservatorium der Musik (heute Richard-Strauss-Konservatorium München) Gesang und Geige. Er spielte danach in kleineren Orchestern und war kurz vor dem Zweiten Weltkrieg Mitglied im Bayerischen Staatsorchester. Der Krieg unterbrach seine musikalische Laufbahn. 1946 kehrte er in seine Heimatstadt zurück, wo er heiratete und fortan im Bäckereibetrieb am Stadtplatz seines Schwiegervaters arbeitete. Im Bereich der Ernsten Musik konnte er seither nicht mehr Fuß fassen. Stattdessen machte sich Froboes als Heimatsänger in der Oberpfalz einen Namen. Die Berliner Plattenfirma Odeon nahm ihn unter Vertrag. Unter dem Künstlernamen Heinz Underberg wurden bis 1958 in unregelmäßigen Abständen Singles mit bayerischen Volksweisen veröffentlicht. Danach wurde der Plattenvertrag aufgelöst. Anfang der 1960er Jahre schloss er sich der Volksmusikgruppe Kulmainer Landquartett als deren Hauptsänger an, mit denen er 1961 und 1963 zwei Volksmusikalben (wieder bei Odeon) veröffentlichte.
1968 wurde Underberg neben einer Straße in Berndorf nahe seiner Heimatstadt tot aufgefunden. Zu seinen Todesumständes wurde nichts bekannt. Er wurde auf dem St.Magdalena-Friedhof in Kemnath begraben.

## Diskographie
- 1954: Wannst in Himmi sagt er wuist kemma (Single, Odeon OBL 1052)
- 1954: Fürsten zum Land hinaus (Single, Odeon OBL 1102)
- 1955: Bayreuther Jäger (Single, Odeon OBL 1387)
- 1957: Tralala (Der Siebenschritt) (Single, Odeon OBL 1541)
- 1958: Pfiati Gott Schatzerl (Single, Odeon OBL 1733)
- 1961: Grüße aus Kulmain (Album, Odeon 061-07 587) mit dem Kulmainer Landquartett
- 1963: Schöne Oberpfalz (Album, Odeon 063-57 354) mit dem Kulmainer Landquartett